# Randy Travis
Randy Travis (ur. 4 maja 1959 w Marshvile) – amerykański piosenkarz country i gospel, aktor filmowy, telewizyjny i głosowy pochodzenia kornwalijskiego. Posiada swoją gwiazdę na Hollywoodzkiej Alei Gwiazd. Laureat siedmiu nagród Grammy.

## Filmografia

### Seriale TV
- 1986: Matlock jako Billy Wheeler
- 1994–97: Dotyk anioła (Touched by an Angel) jako Wayne
- 1996: Frasier jako Steve (głos)
- 1996: Sabrina, nastoletnia czarownica (Sabrina, the Teenage Witch) jako mężczyzna idealny
- 1998: Hej Arnold! jako pan Hyunh (głos) / Travis Randall (głos)
- 2000: Bobby kontra wapniaki (King of the Hill) – w roli samego siebie (głos)
- 2001: Dotyk anioła (Touched by an Angel) jako Jed Winslow

### Filmy fabularne
- 1994: Teksas (Texas, TV) jako kpt. Sam Garner
- 1994: Mściciel zza grobu  (Dead Man’s Revenge, TV) jako szeryf
- 1994: Frank i Jesse (Frank and Jesse) jako Cole Younger
- 1995: Ogrzej swoje serce (A Holiday to Remember, TV) jako Clay Traynor
- 1997: Stalowe rydwany (Steel Chariots, TV) jako szeregowy Wally Jones
- 1997: Życzenie Annabelli (Annabelle's Wish) jako Billy / narrator (głos)
- 1997: Chłopcy będą chłopcami (Boys Will Be Boys, TV) jako Lloyd Clauswell
- 1997: W morzu ognia (Fire Down Below) jako Ken Adams
- 1997: Zaklinacz deszczu (The Rainmaker) jako Billy Porter
- 1997: T.N.T. jako Jim
- 1998: Czarny pies (Black Dog) jako Earl
- 1999: Geniusze w pieluchach (Baby Geniuses) jako kontroler techniczny piętra
- 2000: Pies przed sądem (The Trial of Old Drum, TV) jako Charlie Burden Jr.
- 2003: Jack Jabłkobójca (Apple Jack, film krótkometrażowy) jako narrator (głos)
- 2005: On the Farm: The Prodigal Pig jako rzeźnik
- 2007: Skarb narodów: Księga tajemnic (National Treasure: Book of Secrets) jako
- 2007: Zakład (The Wager) jako Michael Steele
- 2006: Nawiedzenie Matki Boskiej (The Visitation) jako Kyle Sherman
- 2011: Jerusalem Countdown jako Jack Thompson
- 2013: Pewnych Gwiaździstych Świąt (Christmas on the Bayou, TV) jako pan Greenhall

## Dyskografia
- Storms of Life (1986)
- Always & Forever (1987)
- Old 8×10 (1988)
- No Holdin' Back (1989)
- An Old Time Christmas (1989)
- Heroes & Friends (1990)
- High Lonesome (1991)
- Wind in the Wire (1993)
- This Is Me (1994)
- Full Circle (1996)
- You and You Alone (1998)
- A Man Ain't Made of Stone (1999)
- Inspirational Journey (2000)
- Rise and Shine (2002)
- Worship & Faith (2003)
- Passing Through (2004)
- Glory Train: Songs of Faith, Worship, and Praise (2005)
- Songs of the Season (2007)
- Around the Bend (2008)
- Influence Vol. 1: The Man I Am (2013)
- Influence Vol. 2: The Man I Am (2014)